# Agalliana grossa
Agalliana grossa är en insektsart som beskrevs av Paul W. Oman 1934. Agalliana grossa ingår i släktet Agalliana och familjen dvärgstritar. Inga underarter finns listade i Catalogue of Life.